# Ернст Яндъл
Ернст Яндъл  (на немски: Ernst Jandl) е австрийски поет, драматург, есеист и преводач, роден във Виена.

## Живот
След като завършва гимназия, осемнадесетгодишен е пратен на фронта и в края на Втората световна война попада в американски плен. В пленническия лагер опознава новата американска литература, преди всичко произведенията на Гъртруд Стайн, които оказват трайно въздействие върху художественото му развитие. След освобождението си Яндъл следва германистика и англицистика и от 1949 до 1979 г. работи като гимназиален учител във Виена.

## Творчески път
Още в 1952 г. Ернст Яндъл публикува първите си стихове в списание „Нойе веге“, а след няколко години излиза и първата му стихосбирка „Други очи“ (1956). Най-известната книга на поета „Звук и Луизе“  е публикувана едва в 1966 г. Тук по неподражаем начин Яндъл разгръща разновидностите на експерименталната литература: предлага визуални поеми, говорни стихотворения, звукови поеми в стила на дадаистите от „Кабаре Волтер“, стихотворения на виенски диалект. Излиза и книгата му „Изкуственото дърво“ (1970), в която са събрани най-добрите му поетически творби от едно десетилетие, както и стихосбирката „Задържан“ (1973). Сборникът „Префасониране на фуражката“ (1978) използва нов поетически език, съставен главно от инфинитиви и основни глаголни форми. Този стил намира израз и в стихосбирката „Жълтото куче“ (1980).
В последното десетилетие от живота си Яндъл се обръща към словесността на своето детство и я прилага в книгите си „Идилии“ (1989) и „Станци“ (1992). До късната си стихосбирка „Петер и кравата“ (1996) поетът непрекъснато развива своя стил. В 1997 г. излизат неговите „Поетически творби“ в десет тома, а последният му сборник с лирика и проза е озаглавен „Из действителния живот“ (1999).
Ернст Яндъл, който до смъртта си живее в творческо съдружие с поетесата Фридерике Майрьокер, си създава име на един от най-значимите немскоезични лирици на новото време.

## Награди и отличия
- 1969: Hörspielpreis der Kriegsblinden zusammen mit Friederike Mayröcker für Fünf Mann Menschen
- 1974: „Награда Георг Тракл за поезия“ на провинция Залцбург
- 1976: „Литературна награда на Виена“
- 1978: „Австрийска награда за художествена литература“
- 1980: „Мюлхаймска награда за драматургия“ für aus der fremde
- 1982: „Награда Антон Вилдганс“
- 1982: „Награда „манускрипте““ на провинция Щирия
- 1984: „Награда Георг Бюхнер“
- 1984: „Голяма австрийска държавна награда за литература“
- 1985: Preis der Deutschen Schallplattenkritik für bist eulen?
- 1986: Ehrenmedaille der Bundeshauptstadt Wien in Gold
- 1987: „Каселска литературна награда“
- 1988: Deutscher Kleinkunstpreis
- 1989: Frankfurter Hörspielpreis
- 1990: Österreichisches Ehrenzeichen für Wissenschaft und Kunst
- 1990: „Награда Петер Хухел“ für das Buch idyllen
- 1993: „Награда Клайст“
- 1995: „Награда Фридрих Хьолдерлин на град Бад Хомбург“
- 1995: Ehrenzeichen des Landes Steiermark
- 1996: Großes Goldenes Ehrenzeichen für Verdienste um die Republik Österreich

В чест на писателя през 2001 г. е учредена австрийската международна литературна награда „Ернст Яндл“.